# Karlsson's
Karlsson's är en vodka gjord på färskpotatis odlade på skånska Bjärehalvön. Namnet kommer av Börje Karlsson som är blendern bakom Absolut Vodka. 
Från och med 2008 destilleras vodkan på Gripsholms Destilleri på Åkers Styckebruk. Den tappas sedan upp på en flaska designad av Hans Brindfors, även han en av personerna bakom framgången med Absolut Vodka.
Kalsson's Gold lanseras under 2009 i en version med en lägre alkoholhalt på 25 %. Kalsson's Gold marknadsförs och säljs globalt av Spirits of Gold AB. Styrelseordförande är en annan av personerna bakom Absolut, Peter Ekelund.